# Petasites frigidus
Petasites frigidus — вид трав'янистих рослин родини айстрові (Asteraceae), поширений у Північній Америці, Північній Європі та Північній Азії. Етимологія: лат. frigidus — «холодний».

## Опис
Це багаторічні трав'янисті рослини заввишки 10–60(120) см. Кореневища сильно розгалужені, сланкі, часто утворюють довговічні клони. Нижні поверхні листків густо біло-повстяні або ворсисті, горішні поверхні листків густо ворсисті або голі. Черешки, стебла і гілки суцвіть більш-менш щільно опушені павутиною волосків (дуже тонкі волоски змішалися як павутиною). Рослини функціонально одностатеві. Стебла чоловічих рослин в'януть незабаром після цвітіння, а жіночих рослин продовжують розвиватися. Первинне суцвіття — голова, оточена одним або кількома рядами приквітків. Квітки сидять на плоскій, увігнутій або опуклій ємності, іноді з приквітками одиночних квітів. Чашолистки завжди перетворюється в чубчика. Віночки від жовтувато-білих до блідо-фіолетових або бузкових. Плоди — сім'янки з одною насіниною.

## Поширення
Європа (Фінляндія, Норвегія [вкл. Шпіцберген], Швеція), Азія (Росія), Північна Америка (Канада, США).
Населяє дрібні болота й мохову тундру, завжди в постійно або періодично вологих місцях і майже завжди у місцях з густим рослинним покривом. Не дуже вимоглива до мінеральних поживних речовин, але відсутня в більш кислих областях.

## Відтворення
Статеве розмноження насінням. Ефективне місцеве вегетативне розмноження шляхом екстенсивного росту кореневищ. Плоди пристосовані до поширення вітром на деякі відстані (можливо кілометри), у зв'язку з чубком волосків.

## Галерея

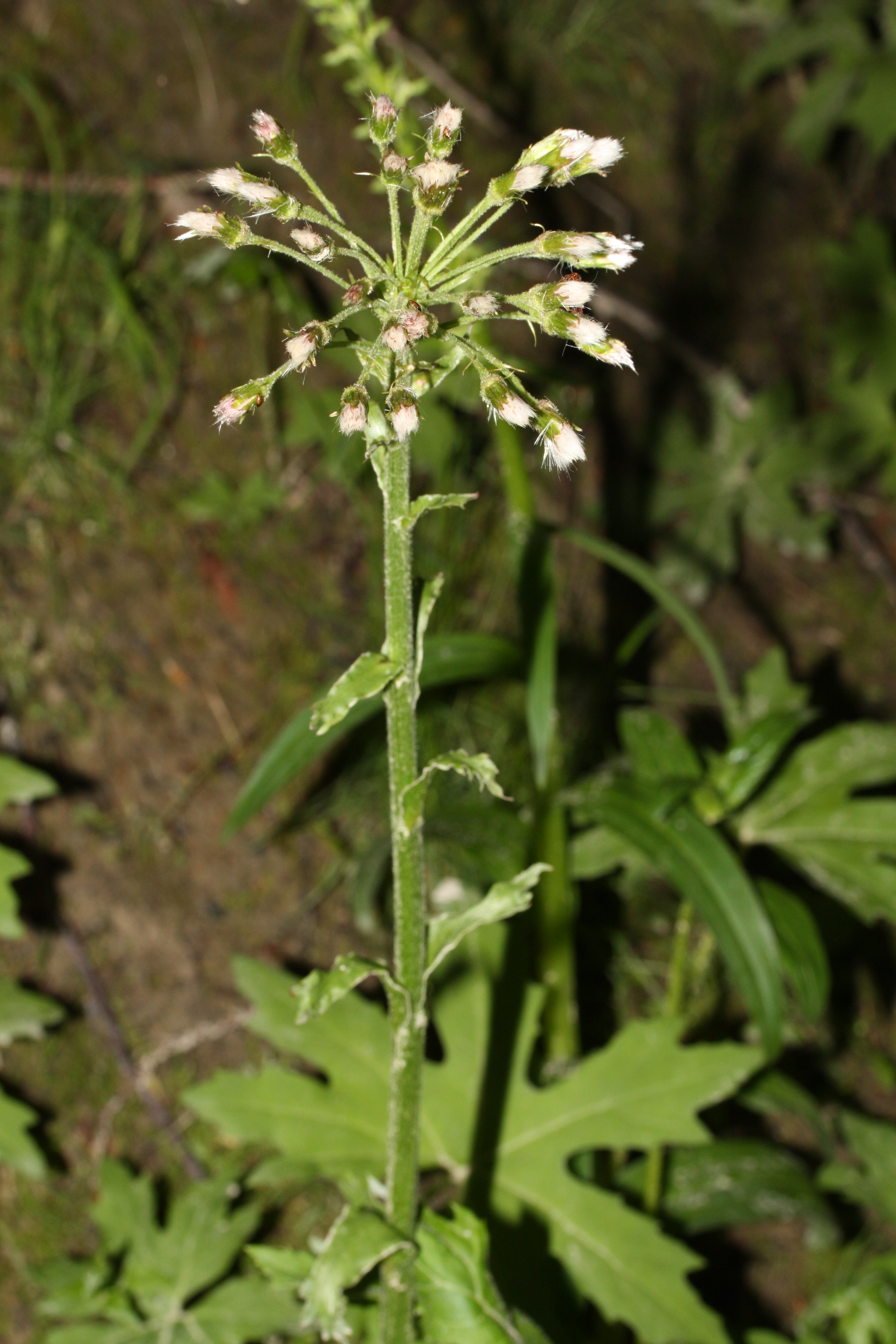
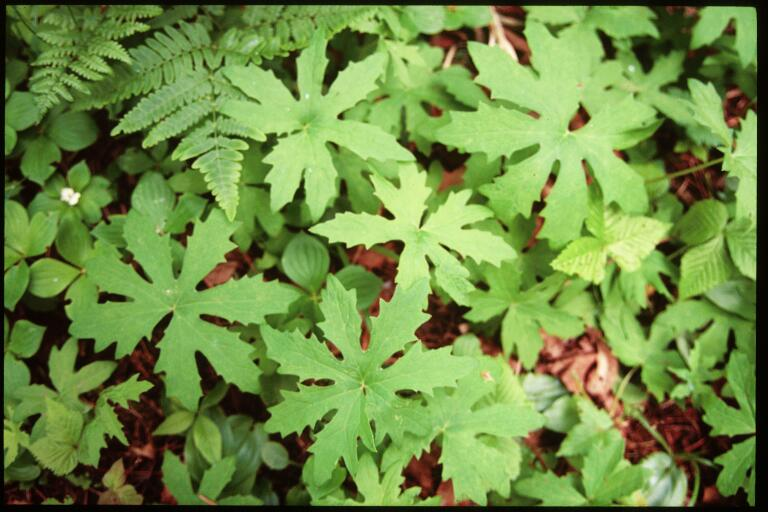
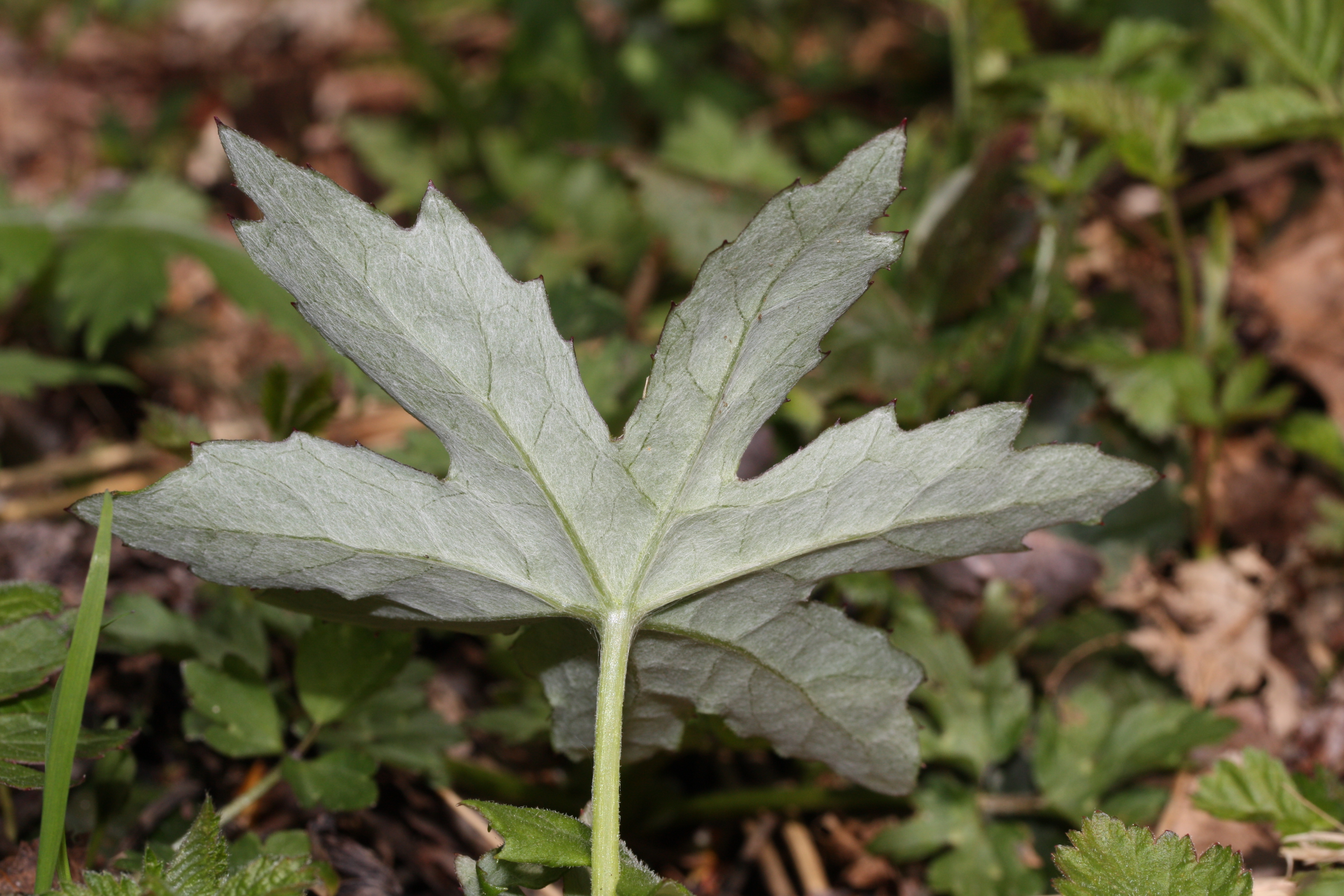
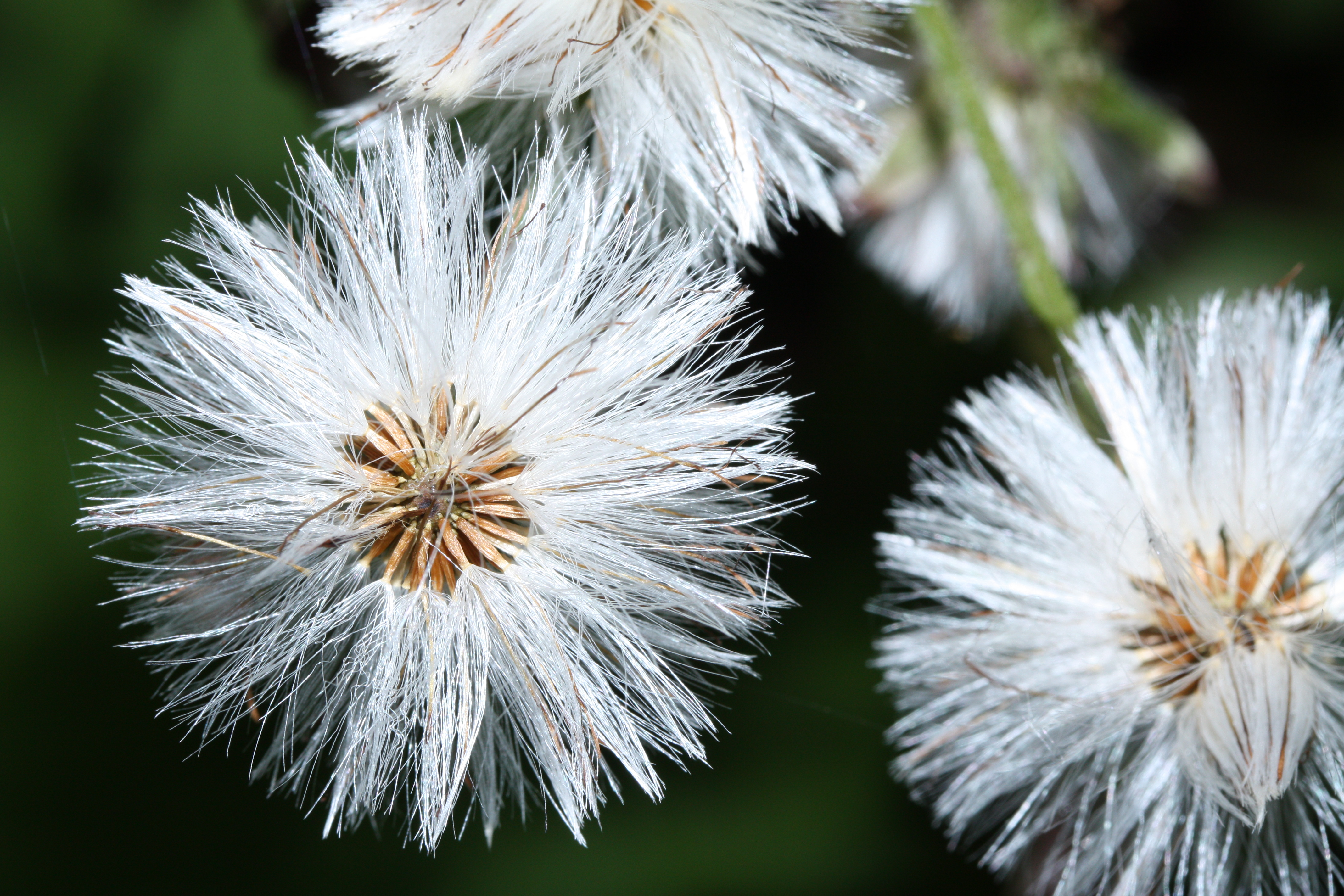
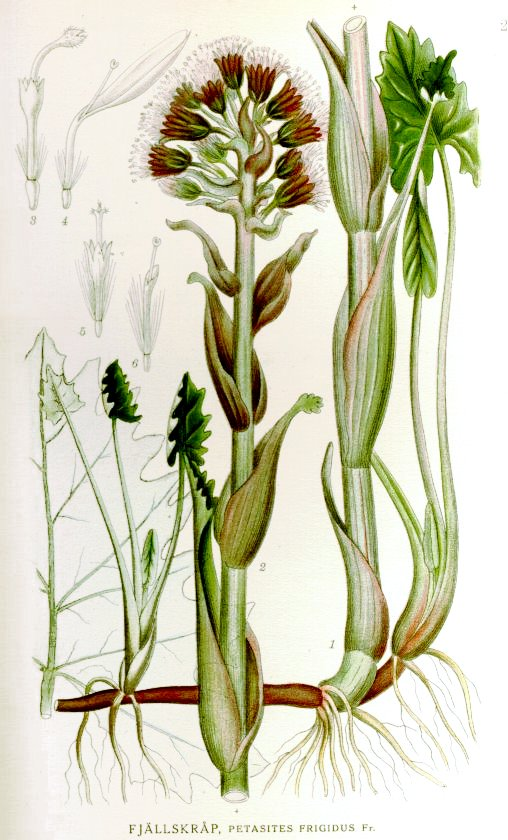